# Championnat du Pérou de football 2006
Navigation
Saison précédente Saison suivante
La saison 2006 du Championnat du Pérou de football est la 78e édition du championnat de première division au Pérou. La compétition regroupe les douze meilleures équipes du pays.
La saison est scindée en deux tournois indépendants :
- Tournoi ouverture : les équipes sont regroupées au sein d'une poule unique où elles s'affrontent deux fois, à domicile et à l'extérieur. Le club en tête du classement se qualifie pour la finale nationale.
- Tournoi clôture : les équipes sont regroupés au sein d'une poule unique où elles s'affrontent deux fois, à domicile et à l'extérieur. Le club en tête du classement se qualifie pour la finale nationale, sauf s'il a déjà remporté le tournoi ouverture, auquel cas il est automatiquement sacré champion.

Un classement cumulé des deux tournois permet de déterminer le troisième club qualifié pour la Copa Libertadores 2007 ainsi que les deux clubs participant à la Copa Sudamericana 2007 mais aussi les deux clubs relégués en fin de saison en Segunda División (la table de calcul sur les trois dernières saisons est abandonnée).
C'est le club de l'Alianza Lima qui remporte la compétition après avoir gagné le tournoi d'Ouverture puis battu le Cienciano del Cusco en finale du championnat. C'est le 22e titre de champion du Pérou de l'histoire du club.

## Les clubs participants
| - Alianza Lima - Sport Boys - Cienciano del Cusco - Universitario de Deportes - Coronel Bolognesi - Sport Ancash | - Universidad San Martin de Porres - Alianza Atlético - FBC Melgar - Sporting Cristal - Unión Huaral - José Gálvez FBC - Promu de Segunda División |

## Compétition
Le barème utilisé pour établir les différents classements est le suivant :
- Victoire : 3 points
- Match nul : 1 point
- Défaite, forfait ou abandon : 0 point

### Tournoi Ouverture
| Rang | Équipe                           | Pts | J  | G  | N | P  | Bp | Bc | Diff |
| ---- | -------------------------------- | --- | -- | -- | - | -- | -- | -- | ---- |
| 1    | Alianza Lima                     | 46  | 22 | 13 | 7 | 2  | 33 | 13 | +20  |
| 2    | Sporting CristalT                | 45  | 22 | 13 | 6 | 3  | 37 | 17 | +20  |
| 3    | Coronel Bolognesi                | 34  | 22 | 9  | 7 | 6  | 32 | 24 | +8   |
| 4    | Cienciano del Cusco              | 33  | 22 | 9  | 6 | 7  | 26 | 17 | +9   |
| 5    | Universidad San Martin de Porres | 33  | 22 | 9  | 6 | 7  | 30 | 30 | 0    |
| 6    | Universitario de Deportes        | 31  | 22 | 8  | 7 | 7  | 30 | 22 | +8   |
| 7    | Alianza Atlético                 | 29  | 22 | 8  | 5 | 9  | 26 | 35 | -9   |
| 8    | Sport Áncash                     | 25  | 22 | 6  | 7 | 9  | 24 | 31 | -7   |
| 9    | Unión Huaral                     | 24  | 22 | 6  | 6 | 10 | 20 | 30 | -10  |
| 10   | José Gálvez FBCP                 | 22  | 22 | 6  | 4 | 12 | 20 | 30 | -10  |
| 11   | FBC Melgar                       | 22  | 22 | 5  | 7 | 10 | 20 | 32 | -12  |
| 12   | Sport Boys                       | 15  | 22 | 3  | 6 | 13 | 17 | 34 | -17  |

|  | Qualification pour la finale nationale            |
|  | T : Tenant du titre P : Promu de Segunda División |

### Tournoi Clôture
| Rang | Équipe                           | Pts | J  | G  | N | P  | Bp | Bc | Diff |
| ---- | -------------------------------- | --- | -- | -- | - | -- | -- | -- | ---- |
| 1    | Cienciano del Cusco              | 41  | 22 | 13 | 2 | 7  | 40 | 31 | +9   |
| 2    | Universitario de Deportes        | 41  | 22 | 12 | 5 | 5  | 34 | 24 | +10  |
| 3    | Coronel Bolognesi                | 39  | 22 | 12 | 3 | 7  | 32 | 20 | +12  |
| 4    | Alianza Lima                     | 38  | 22 | 11 | 5 | 6  | 27 | 17 | +10  |
| 5    | Universidad San Martin de Porres | 34  | 22 | 10 | 4 | 8  | 24 | 21 | +3   |
| 6    | Sporting CristalT                | 31  | 22 | 9  | 4 | 9  | 24 | 15 | +9   |
| 7    | FBC Melgar                       | 31  | 22 | 8  | 7 | 7  | 23 | 22 | +1   |
| 8    | Sport Boys                       | 31  | 22 | 9  | 4 | 9  | 26 | 28 | -2   |
| 9    | José Gálvez FBCP                 | 24  | 22 | 6  | 6 | 10 | 24 | 29 | -5   |
| 10   | Sport Áncash                     | 23  | 22 | 6  | 5 | 11 | 26 | 39 | -13  |
| 11   | Alianza Atlético                 | 21  | 22 | 5  | 6 | 11 | 29 | 40 | -11  |
| 12   | Unión Huaral                     | 15  | 22 | 4  | 3 | 15 | 15 | 38 | -23  |

|  | Qualification pour le match de barrage            |
|  | T : Tenant du titre P : Promu de Segunda División |

#### Match de barrage
| Équipe 1                  | Résultat | Équipe 2            |
| ------------------------- | -------- | ------------------- |
| Universitario de Deportes | 1 - 2    | Cienciano del Cusco |

### Classement cumulé
| Rang | Équipe                           | Pts | J  | G  | N  | P  | Bp | Bc | Diff |
| ---- | -------------------------------- | --- | -- | -- | -- | -- | -- | -- | ---- |
| 1    | Alianza LimaOuv                  | 84  | 44 | 24 | 12 | 8  | 60 | 30 | +30  |
| 2    | Sporting CristalT                | 76  | 44 | 22 | 10 | 12 | 61 | 32 | +29  |
| 3    | Cienciano del CuscoClo           | 74  | 44 | 22 | 8  | 14 | 66 | 48 | +18  |
| 4    | Coronel Bolognesi                | 73  | 44 | 21 | 10 | 13 | 64 | 44 | +20  |
| 5    | Universitario de Deportes        | 72  | 44 | 20 | 12 | 12 | 64 | 46 | +18  |
| 6    | Universidad San Martin de Porres | 67  | 44 | 19 | 10 | 15 | 54 | 51 | +3   |
| 7    | FBC Melgar                       | 53  | 44 | 13 | 14 | 17 | 43 | 54 | -11  |
| 8    | Alianza Atlético                 | 50  | 44 | 13 | 11 | 20 | 55 | 75 | -20  |
| 9    | Sport Áncash                     | 48  | 44 | 12 | 12 | 20 | 50 | 70 | -20  |
| 10   | Sport Boys                       | 46  | 44 | 12 | 10 | 22 | 43 | 62 | -19  |
| 11   | José Gálvez FBCP                 | 46  | 44 | 12 | 10 | 22 | 44 | 59 | -15  |
| 12   | Unión Huaral                     | 39  | 44 | 10 | 9  | 25 | 35 | 68 | -33  |

|  | Qualification pour la Copa Libertadores 2007 (Vainqueur d'un tournoi)      |
|  | Qualification pour la Copa Libertadores 2007 (Meilleur classement général) |
|  | Qualification pour la Copa Sudamericana 2007                               |
|  | Participation au barrage de relégation                                     |
|  | Relégation directe en Segunda División                                     |
|  | T : Tenant du titre P : Promu de Segunda División                          |

### Match pour le titre
| Équipe 1            | Résultat | Équipe 2     | Aller | Retour |
| ------------------- | -------- | ------------ | ----- | ------ |
| Cienciano del Cusco | 2 - 3    | Alianza Lima | 1 - 0 | 1 - 3  |

#### Barrage de relégation
| Équipe 1        | Résultat      | Équipe 2   |
| --------------- | ------------- | ---------- |
| José Gálvez FBC | 0 - 0 4-5 tab | Sport Boys |

## Bilan de la saison
| Championnat du Pérou de football 2006 |                                 |
| Champion                              | Alianza Lima (22e titre)        |
| Qualifications continentales          |                                 |
| Copa Libertadores 2007                | Alianza Lima                    |
| Copa Libertadores 2007                | Sporting Cristal                |
| Copa Libertadores 2007                | Cienciano del Cusco             |
| Copa Sudamericana 2007                | Coronel Bolognesi               |
| Copa Sudamericana 2007                | Universitario de Deportes       |
| Promotions et relégations             |                                 |
| Promus en Primera División            | Club Centro Deportivo Municipal |
| Promus en Primera División            | Total Clean                     |
| Relégués en Segunda División          | José Gálvez FBC                 |
| Relégués en Segunda División          | Unión Huaral                    |